# ジムダンディステークス
ジムダンディステークス（Jim Dandy Stakes）は、アメリカ合衆国のニューヨーク州にあるサラトガ競馬場で行われる競馬の競走である。

## 概要
1964年に創設された3歳馬限定の9ハロンの競走。1970年までは8ハロンで施行されており、1971年は7ハロンで施行された。
競走名は1930年のトラヴァーズステークスにて三冠馬ギャラントフォックスを破ったジムダンディに因んで名付けられた。
通常は7月下旬頃のサラトガ競馬シーズンの最初の土曜日に行われ、トラヴァーズステークスの前哨戦として使用される。

## 歴代優勝馬
※2000年以降
- 2000年 Graeme Hall
- 2001年 Scorpion
- 2002年 Medaglia d'Oro
- 2003年 Strong Hope
- 2004年 Purge
- 2005年 Flower Alley
- 2006年 Bernardini
- 2007年 Street Sense
- 2008年 Macho Again
- 2009年 Kensei
- 2010年 A Little Warm
- 2011年 Stay Thirsty
- 2012年 Alpha
- 2013年 Palace Malice
- 2014年 Wicked Strong
- 2015年 Texas Red
- 2016年 Laoban
- 2017年 Good Samaritan
- 2018年 Tenfold
- 2019年 Tax
- 2020年 Mystic Guide
- 2021年 Essential Quality
- 2022年 Epicenter
- 2023年 Forte
- 2024年 Fierceness
- 2025年 Sovereignty